# Eisenberg (Battenberg)

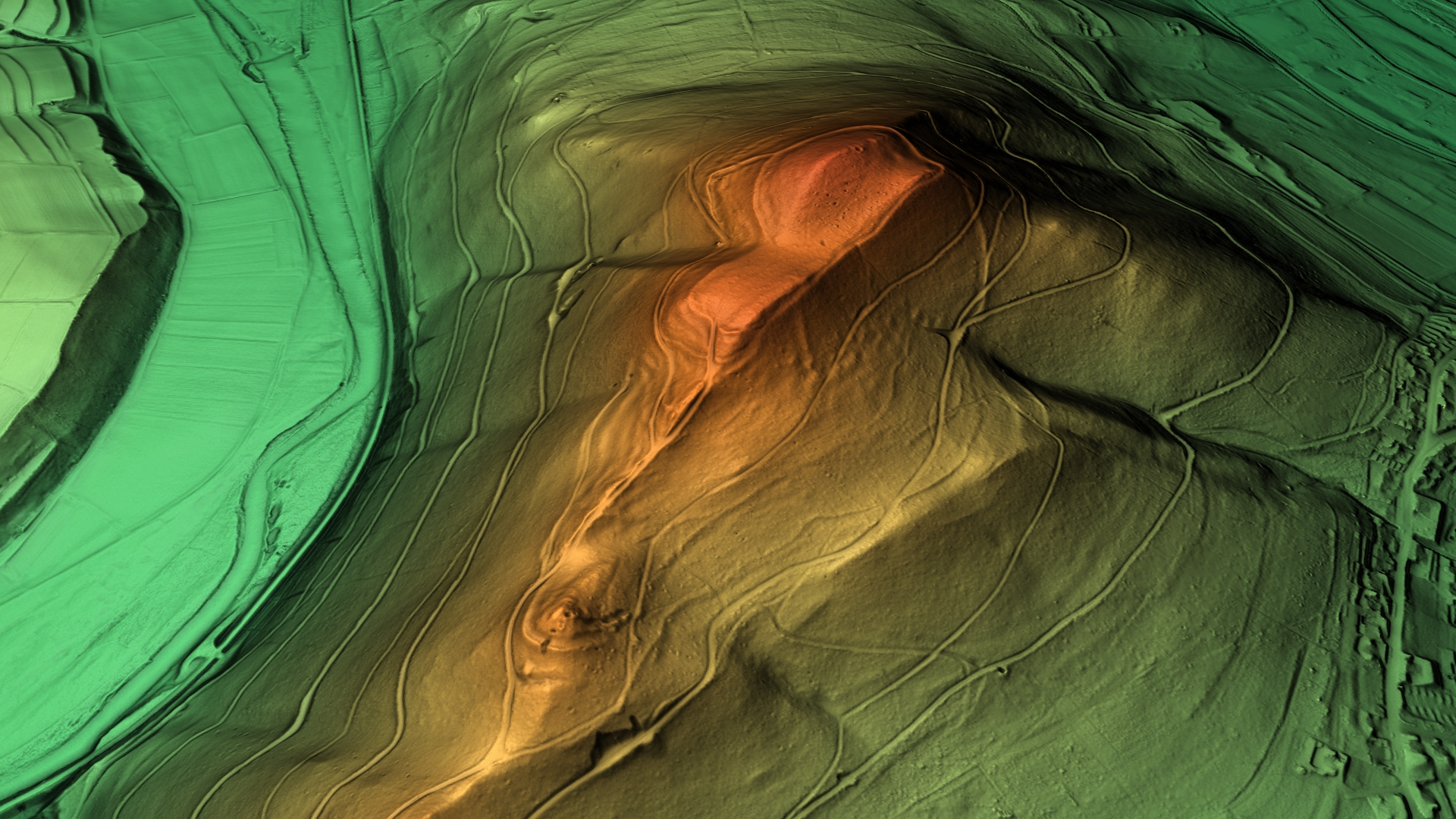
3D-Ansicht des digitalen Geländemodells

Der Eisenberg ist eine 500 m ü. NHN hohe Erhebung bei Battenberg im nordhessischen Landkreis Waldeck-Frankenberg.

## Geographische Lage
Der Eisenberg erhebt sich etwa 1,5 km nordwestlich des Zentrums der Battenberger Kernstadt als Nordausläufer des Beerbergs (504 m). Er wird im Westen, Norden und Nordosten etwa in Form eines Hufeisens von einer Flussschleife der Eder umflossen. Etwa 2 km westlich liegt jenseits der Eder das Battenberger Dorf Dodenau. Südöstlicher Nachbar ist der Battenberger Burgberg (ca. 464 m) mit der Ruine Kellerburg.

## Ringwallanlage
Auf dem Eisenberg befand sich während der keltischen Zeit eine Ringwallanlage, von der heute noch Wälle erkennbar sind, die allerdings stark verschliffen sind. Ein Plan spricht für eine mehrphasige Entwicklung der Anlage mit Kernanlage und Wallannexen. Lesefunde (Keramik, Fibeln, Gürtelhaken, Werkzeug und Gerät, Waffen, Pferdegeschirr, Münzen) weisen auf eine Besiedlung in der Zeit von 250/200 bis 20 v. Chr. hin.

## Freizeit
Der Eisenberg wird zum Gleitschirmfliegen über dem Tal der Eder genutzt. Über den bewaldeten Berg führen mehrere Forst- und Wanderwege.